# Teufenbach
Teufenbach est une ancienne commune autrichienne du district de Murau en Styrie.
Depuis le premier janvier 2015 elle fait partie de la municipalité nouvelle de Teufenbach-Katsch, qui comptait 1 886 habitants au 1er janvier 2019.